# Martin Chambiges
Pour les articles homonymes, voir Chambige.

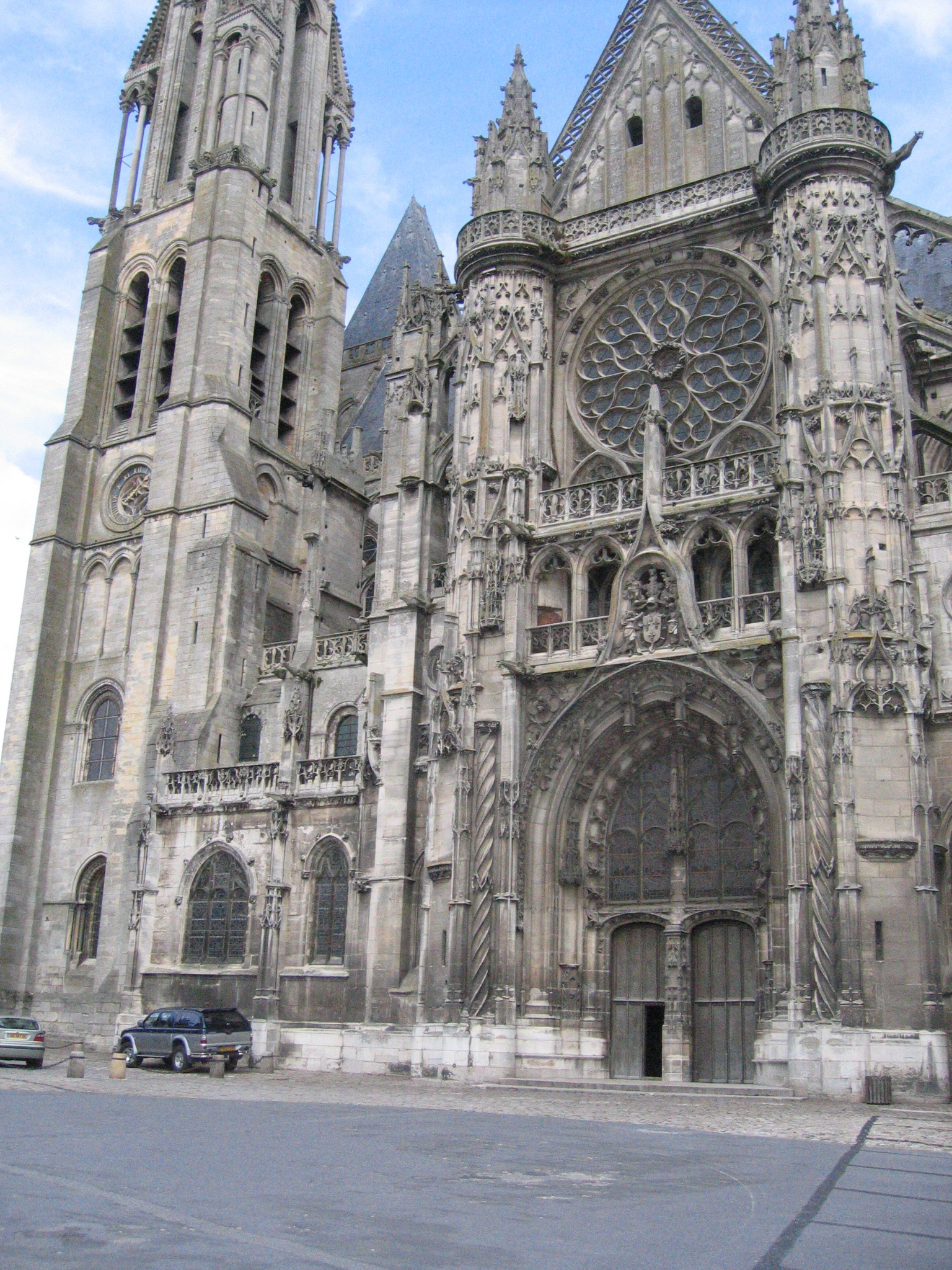
La superbe façade flamboyante du bras sud du transept de la cathédrale Notre-Dame de Senlis, chef-d'œuvre du XVIe siècle fut exécutée par Pierre Chambiges, fils de Martin Chambiges, en 1530. Elle a longtemps passé, à tort, pour une création de Martin Chambiges qui avait expertisé la croisée en 1504. Elle reflète cependant l'héritage du maître de Sens et de Beauvais recueilli par son fils Pierre.

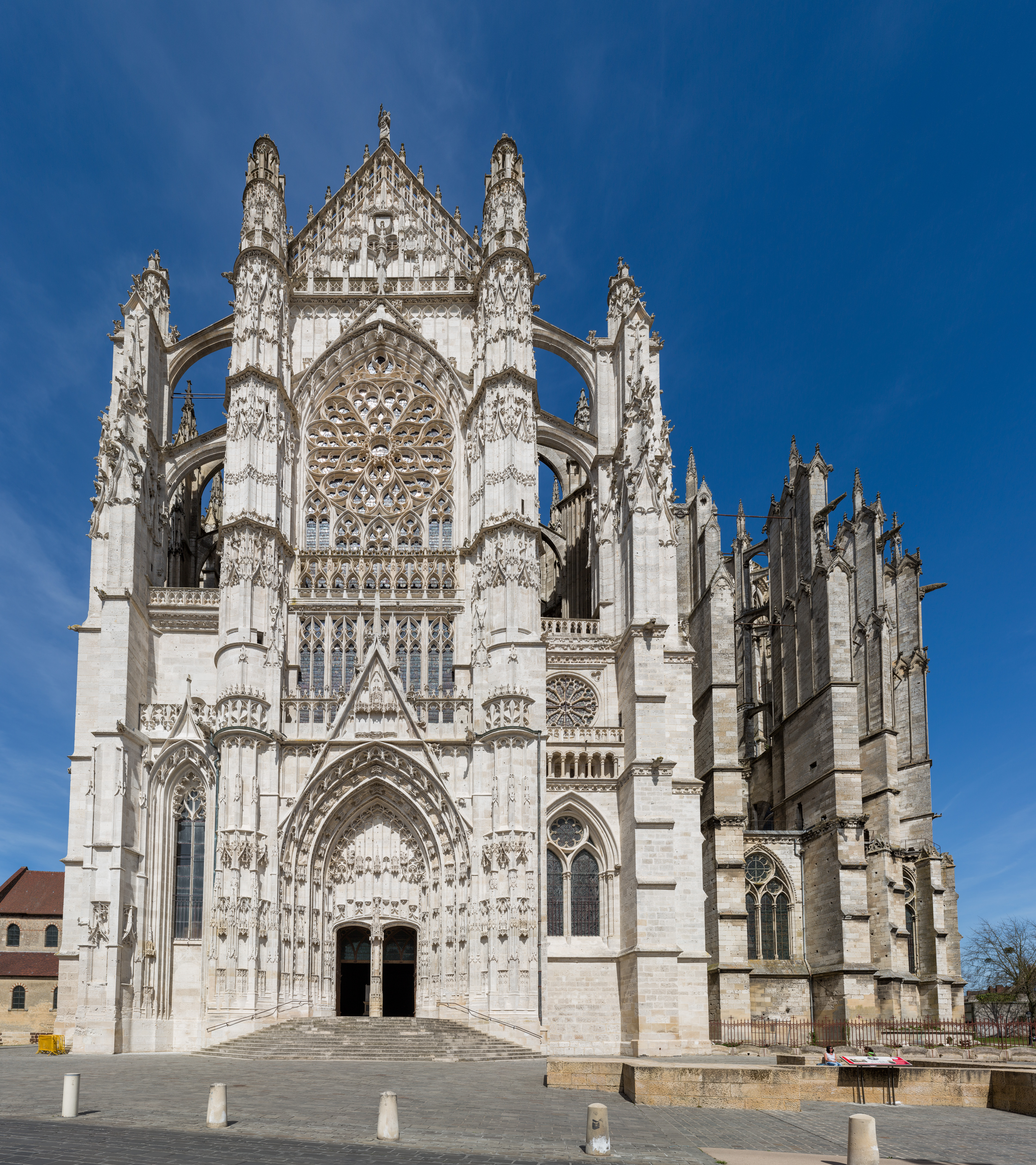
L'impressionnante façade du bras sud du transept de la cathédrale de Beauvais dont la construction ne se termina qu'après son décès.

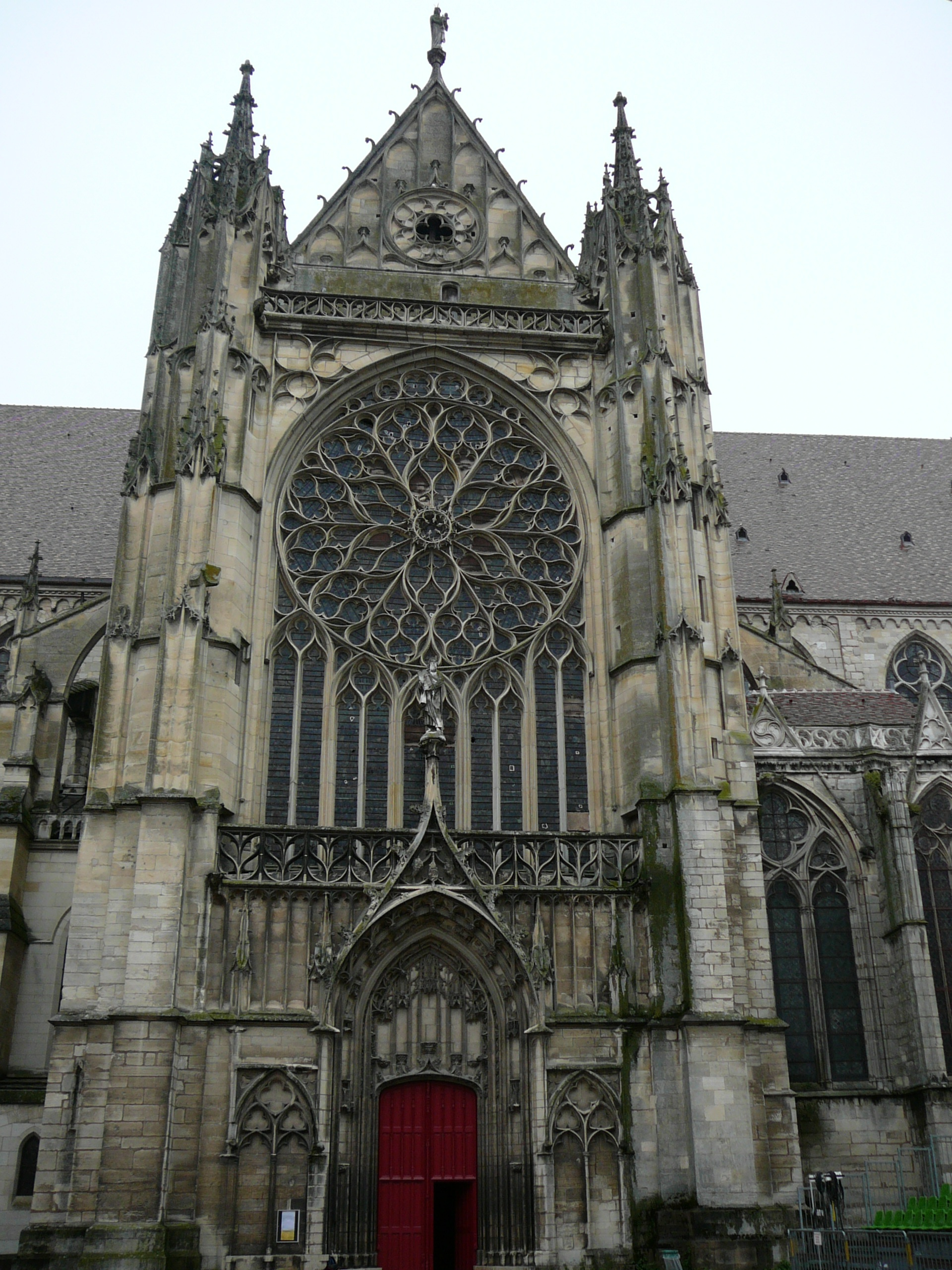
transept sud de la cathédrale Saint-Étienne de Sens.

Martin Chambiges, Cambiche ou Cambriche, est un illustre architecte français de la fin du XVe et du début du XVIe siècle, né à Paris vers 1460 et mort à Beauvais en 1532. Il est le père de l'architecte Pierre Chambiges Ier, et le premier membre connu d'une lignée d'architectes et de constructeurs.

## Biographie
En 1489, Martin Cambriche, maître-maçon habitant à Paris, est appelé par les chanoines de la cathédrale Saint-Étienne de Sens, où il se voit confier les importants travaux décidés pour la cathédrale, en l'occurrence la construction d'un transept doté de deux façades comportant chacun un portail. En 1497, il est nommé maistre de l'entreprise et conducteur de la croisée de l'édifice. Il revient à Paris en 1499, tout en continuant à superviser de loin les travaux qui continuent à Sens d'après ses plans. À partir de cette date, il apparaît moins comme conducteur de travaux que comme architecte-consultant.
Le 25 octobre 1499, à Paris, le pont Notre-Dame s'écroule lors d'une crue de la Seine. Les magistrats municipaux de Paris engagent de vastes consultations pour déterminer le type de pont que l'on doit reconstruire, et pour ce faire, les plus grands architectes de France et même d'Italie sont amenés à donner leur avis. Martin Cambriche, également consulté, se range dans le camp minoritaire des novateurs lors des longues délibérations d'avril 1500, menées à l'Hôtel de Ville de Paris. La solution novatrice consiste en la construction d'un pont en pierres de taille, jointes avec de la chaux et du ciment, et reposant sur des fondations faites de cailloux et de pierres dures. Les architectes conservateurs défendent la construction sur pilotis.
En 1506, il dirige les travaux du transept de la cathédrale Saint-Pierre de Beauvais. La même année, il est consulté à Troyes pour la cathédrale Saint-Pierre-et-Saint-Paul, visite le chantier de Sens toujours en cours et revient à Beauvais pour y diriger l'énorme entreprise.
En 1512, il se rend à la Troyes pour y visiter les travaux, alors en cours sous la direction de Jean de Soissons. À ce moment, les fondations des deux tours sont achevées et on estime son avis nécessaire pour évaluer et inspecter les travaux, et ainsi assurer avec succès l'édification de ces deux énormes tours (dont seule la tour nord sera totalement construite ultérieurement). À la suite de cette consultation, Jean de Soissons est maintenu dans ses fonctions. Quant à Martin, il reçoit pour cette consultation d'une durée de deux semaines franches la somme de 14 livres tournois (une livre tournois valait 16,5 francs germinal du XIXe siècle, soit approximativement 180 à 200 euros 2008).
En 1520, il entreprend l'édification de la façade du transept sud de la cathédrale Notre-Dame de Senlis. Mais il ne peut voir son œuvre totalement terminée. Il meurt le 29 août 1532, et le superbe portail de cette façade sera terminé par son fils Pierre Chambiges en 1538.
Il ne peut voir non plus l'achèvement de la construction du transept de la cathédrale Saint-Pierre de Beauvais. Après sa mort, le vaste chantier de cette cathédrale se poursuivra cependant suivant ses plans. Il se terminera seulement en 1550 par la fin de la construction des voûtes du bras sud du transept.
Martin Chambiges est inhumé dans la cathédrale de Beauvais.

## Œuvres principales
Il participa, entre autres, aux projets suivants :
- Construction des deux façades du transept de la cathédrale Saint-Étienne de Sens
- Construction de la façade sud du transept de la cathédrale Notre-Dame de Senlis
- La façade et les tours de la cathédrale Saint-Pierre-et-Saint-Paul de Troyes
- Le transept de la cathédrale Saint-Pierre de Beauvais (y compris les deux façades)

## Famille
- Martin Chambiges
  -  Pierre Ier Chambiges (†1544),
    - Pierre Chambiges
    - Pierrette Chambiges, mariée en 1539 avec Guillaume Guillain († ca 1586), maître maçon[2]
      - Pierre Guillain, maître des œuvres de maçonnerie et pavement de la ville de Paris, mariée à Gillette de La Fontaine, fille ou parente d'un La Fontaine, maître des œuvres de charpenterie du roi,
        - Augustin Ier Guillain (1581- ), maître des œuvres de maçonnerie de la Ville de Paris, il achève en 1628 la construction de l'hôtel de ville de Paris.
          - Augustin II Guillain, maître des œuvres de maçonnerie de la Ville de Paris jusqu'en 1643.

  - Annet Chambiges
    - Geneviève Chambiges, mariée en 1541 avec Adrien Tassin, maître maçon[3]

  - X Chambiges, mariée en 1509 avec Jean de Damas (†1531), maçon tailleur de pierre, puis maître maçon, travaillant sous les ordres de Martin Chambiges à la construction de la façade de la cathédrale de Troyes, frère de Pierre de Damas, maître maçon tailleur de pierre, travaillant sur la façade de la cathédrale de Troyes, nommé directeur des travaux de cette cathédrale à la mort de son frère
    - X de Damas, mariée Jehan II Bailly (†1559), maître maçon et directeur des travaux de la façade de la cathédrale de Troyes en 1532 quand son oncle, Pierre de Damas, démissionne.

Il y a aussi :
- Légier ou Léger Chambiges, neveu de Martin Chambiges,
- Robert Chambiges,
- Pierre II Chambiges, né vers 1545, peut-être le fils de Robert Chambiges,
- Louis Chambiges, frère ou cousin de Pierre II Chambiges.